# Campeonato Mundial de Doma
El Campeonato Mundial de Doma es la máxima competición internacional de la disciplina hípica de doma. Se realiza cada cuatro años desde 1966 bajo la organización de la Federación Ecuestre Internacional (FEI). Desde 1990 se celebra en el marco de los Juegos Ecuestres Mundiales.
Alemania ha dominado completamente esta disciplina consiguiendo 21 títulos mundiales (9 individual y 12 por equipos) y un total de 41 medallas. El siguiente lugar lo ocupan los Países Bajos con 5 títulos (4 individual y 1 por equipos) y 14 medallas en total. España ha conseguido dos preseas: plata a cargo de la participación de Beatriz Ferrer Salat en 2002 y bronce por equipos en el mismo año.

## Individual
| Núm.  | Año  | Sede                             | Oro                                             | Plata                                                | Bronce                                                   |
| ----- | ---- | -------------------------------- | ----------------------------------------------- | ---------------------------------------------------- | -------------------------------------------------------- |
| I     | 1966 | Berna · ( Suiza)                 | Josef Neckermann (Mariano) RFA                  | Harry Boldt (Remus) RFA                              | Reiner Klimke (Dux) RFA                                  |
| II    | 1970 | Aquisgrán ( RFA)                 | Yelena Petushkova (Pepel) URSS                  | Liselott Linsenhoff (Piaff) RFA                      | Ivan Kizimov (Ijor) URSS                                 |
| III   | 1974 | Copenhague ( Dinamarca)          | Reiner Klimke (Mehmed) RFA                      | Liselott Linsenhoff (Piaff) RFA                      | Yelena Petushkova (Pepel) URSS                           |
| IV    | 1978 | Goodwood ( Reino Unido)          | Christine Stückelberger · (Granat) · Suiza      | Uwe Schulten-Baumer (Silbowitz) RFA                  | Jennifer Loriston-Clarke (Dutch Courage) Reino Unido     |
| V     | 1982 | Lausana · ( Suiza)               | Reiner Klimke (Ahlerich) RFA                    | Christine Stückelberger · (Granat) · Suiza           | Uwe Schulten-Baumer (Madras) RFA                         |
| VI    | 1986 | Cedar Valley · ( Canadá)         | Anne Grethe Jensen (Marzog) Dinamarca           | Christine Stückelberger · (Gauguin de Lully) · Suiza | Johann Hinnemann (Ideaal) RFA                            |
| VII   | 1990 | Estocolmo · ( Suecia)            | Nicole Uphoff (Rembrandt Borbet) RFA            | Kyra Kyrklund · (Matador) · Finlandia                | Monica Theodorescu (Ganimedes) RFA                       |
| VIII* | 1994 | La Haya · ( Países Bajos)        | Isabell Werth · (Gigolo) · Alemania             | Nicole Uphoff · (Rembrandt Borbet) · Alemania        | Sven Rothenberger · (Dondolo) · Países Bajos             |
| VIII* | 1994 | La Haya · ( Países Bajos)        | Anky van Grunsven · (Bonfire) · Países Bajos    | Klaus Balkenhol · (Goldstern) · Alemania             | Karin Rehbein · (Donerhall) · Alemania                   |
| IX    | 1998 | Roma · ( Italia)                 | Isabell Werth · (Gigolo) · Alemania             | Anky van Grunsven · (Bonfire) · Países Bajos         | Ulla Salzgeber · (Rusty) · Alemania                      |
| X     | 2002 | Jerez de la Frontera · ( España) | Nadine Capellmann · (Farbenfroh) · Alemania     | Beatriz Ferrer-Salat · (Beauvalais) · España         | Ulla Salzgeber · (Rusty) · Alemania                      |
| XI*   | 2006 | Aquisgrán · ( Alemania)          | Isabell Werth · (Satchmo) · Alemania            | Anky van Grunsven · (Salinero) · Países Bajos        | Andreas Helgstrand (Blue Hors Matine) Dinamarca          |
| XI*   | 2006 | Aquisgrán · ( Alemania)          | Anky van Grunsven · (Salinero) · Países Bajos   | Andreas Helgstrand (Blue Hors Matine) Dinamarca      | Isabell Werth · (Satchmo) · Alemania                     |
| XII*  | 2010 | Lexington ( Estados Unidos)      | Edward Gal · (Moorlands Totilas) · Países Bajos | Laura Bechtolsheimer (Mistral Hojris) Reino Unido    | Steffen Peters (Ravel) Estados Unidos                    |
| XII*  | 2010 | Lexington ( Estados Unidos)      | Edward Gal · (Moorlands Totilas) · Países Bajos | Laura Bechtolsheimer (Mistral Hojris) Reino Unido    | Steffen Peters (Ravel) Estados Unidos                    |
| XIII  | 2014 | Caen ( Francia)                  | Charlotte Dujardin (Valegro) Reino Unido        | Helen Langehanenberg · (Damon Hill) · Alemania       | Kristina Sprehe · (Desperados) · Alemania                |
| XIII  | 2014 | Caen ( Francia)                  | Charlotte Dujardin (Valegro) Reino Unido        | Helen Langehanenberg · (Damon Hill) · Alemania       | Adelinde Cornelissen · (Jerich Parzival) · Países Bajos  |
| XIV   | 2018 | Tryon ( Estados Unidos)          | Isabell Werth · (Bella Rose) · Alemania         | Laura Graves (Verdades) Estados Unidos               | Charlotte Dujardin (Mount St John Freestyle) Reino Unido |
| XIV   | 2018 | Tryon ( Estados Unidos)          | Prueba cancelada                                |                                                      |                                                          |
| XV    | 2022 | Herning ( Dinamarca)             | Charlotte Fry (Glamourdale) Reino Unido         | Cathrine Dufour (Vamos Amigos) Dinamarca             | Dinja van Liere · (Hermes) · Países Bajos                |
| XV    | 2022 | Herning ( Dinamarca)             | Charlotte Fry (Glamourdale) Reino Unido         | Cathrine Dufour (Vamos Amigos) Dinamarca             | Dinja van Liere · (Hermes) · Países Bajos                |

- (*) – En algunas ediciones se realizaron dos competiciones diferentes: el primer resultado corresponde a la prueba de doma clásica y el segundo a la de doma estilo libre.

### Medallero histórico
- Actualizado a Herning 2022.

| Núm. | País           | Oro | Plata | Bronce | Total |
| ---- | -------------- | --- | ----- | ------ | ----- |
| 1    | Alemania       | 9   | 8     | 9      | 26    |
| 2    | Países Bajos   | 4   | 2     | 4      | 10    |
| 3    | Reino Unido    | 4   | 2     | 2      | 8     |
| 4    | Dinamarca      | 1   | 3     | 1      | 5     |
| 5    | Suiza          | 1   | 2     | 0      | 3     |
| 6    | URSS           | 1   | 0     | 2      | 3     |
| 7    | Estados Unidos | 0   | 1     | 2      | 3     |
| 8    | España         | 0   | 1     | 0      | 1     |
| 8    | Finlandia      | 0   | 1     | 0      | 1     |
|      | TOTAL          | 20  | 20    | 20     | 60    |

## Por equipos
| Núm. | Año  | Sede                             | Oro | Plata | Bronce |
| ---- | ---- | -------------------------------- | --- | --- | --- |
| I    | 1966 | Berna · ( Suiza)                 | Reiner Klimke (Dux) Harry Boldt (Remus) Josef Neckermann (Mariano) RFA | Henri Chammartin · (Wolfdietrich) · Gustav Fischer · (Wald) · Marianne Gossweiler · (Stephan) · Suiza                                                            | Ivan Kizimov (Ijor) Yelena Petushkova (Pepel) Nikolai Kopeikin (Korbei) URSS                                                                                           |
| II   | 1970 | Aquisgrán ( RFA)                 | Ivan Kalita (Tarif) Ivan Kizimov (Ijor) Yelena Petushkova (Pepel) URSS | Liselott Linsenhoff (Piaff) Josef Neckermann (Mariano) Harry Boldt (Silverdream) RFA                                                                             | Horst Köhler (Neuschnee) Wolfgang Müller (Marios) Gerhard Brockmüller (Tristan) RDA                                                                                    |
| III  | 1974 | Copenhague ( Dinamarca)          | Reiner Klimke (Mehmed) Liselott Linsenhoff (Piaff) Karin Schlüter (Liostro) RFA | Yelena Petushkova (Pepel) Ivan Kalita (Tarif) Ivan Kizimov (Ijor) URSS                                                                                           | Christine Stückelberger · (Granat) · Hermann Dür · (Sod) · Regula Pfrunder · (Merry Boy) · Suiza                                                                       |
| IV   | 1978 | Goodwood ( Reino Unido)          | Uwe Schulten-Baumer (Silbowitz) Harry Boldt (Woyceck) Gabriela Grillo (Ultimo) RFA | Christine Stückelberger · (Granat) · Ulrich Lehmann · (Widin) · Claire Koch · (Scorpio) · Suiza                                                                  | Irina Karacheva (Said) Viktor Ugriumov (Shkval) Yelena Petushkova (Abakan) URSS                                                                                        |
| V    | 1982 | Lausana · ( Suiza)               | Uwe Schulten-Baumer (Madras) Gabriela Grillo (Galapagos) Reiner Klimke (Ahlerich) RFA | Christine Stückelberger · (Granat) · Doris Ramseier · (River King) · Claire Koch · (Scorpio) · Suiza                                                             | Anne Grethe Jensen (Marzog) Tove Jorck-Jorckston (Lazuly) Finn Saksø-Larsen (Coq d'Or) Dinamarca                                                                       |
| VI   | 1986 | Cedar Valley · ( Canadá)         | Reiner Klimke (Pascal) Herbert Krug (Dukat) Gina Capellmann (Ampere) Johann Hinnemann (Ideaal) RFA                                                                                         | Annemarie Sanders · (Amon) · Bert Rutten · (Robby) · Tineke Bartels · (Olympic Duco) · Hélène Aubert · (Mr. X) · Países Bajos                                    | Christine Stückelberger · (Gauguin) · Ulrich Lehmann · (Xanthos) · Doris Ramseier · (Rochus) · Daniel Ramseier · (Orlando) · Suiza                                     |
| VII  | 1990 | Estocolmo · ( Suecia)            | Sven Rothenberger (Ideaal) Ann-Kathrin Kroth (Golfstrom) Monica Theodorescu (Ganimedes) Nicole Uphoff (Rembrandt) RFA                                                                      | Nina Menkova (Dikson) Valeri Tishkov (Jolst) Olga Klimko (Shipovnik) Yuri Kovshov (Buket) URSS                                                                   | Daniel Ramseier · (Random) · Silvia Iklé · (Spada) · Christine Stückelberger · (Gauguin de Lully) · Samuel Schatzmann · (Rochus) · Suiza                               |
| VIII | 1994 | La Haya · ( Países Bajos)        | Nicole Uphoff · (Rembrandt Borbet) · Isabell Werth · (Gigolo) · Klaus Balkenhol · (Goldstern) · Karin Rehbein · (Donnerhall) · Alemania                                                    | Anky van Grunsven · (Bonfire) · Sven Rothenberger · (Dondolo) · Ellen Bontje · (Heuriger) · Países Bajos                                                         | Kathleen Raine (Avontuur) Robert Dover (Devereaux) Gary Rockwell (Suna) Carol Lavell (Gifted) Estados Unidos                                                           |
| IX   | 1998 | Roma · ( Italia)                 | Isabell Werth · (Gigolo) · Ulla Salzgeber · (Rusty) · Karin Rehbein · (Donnerhall) · Nadine Capellmann · (Gracioso) · Alemania                                                             | Anky van Grunsven · (Bonfire) · Coby van Baalen · (Ferro) · Ellen Bontje · (Gestion Silvano N) · Gonnelien Rothenberger · (Dondolo) · Países Bajos               | Louise Nathhorst · (Walk on Top) · Ulla Håkansson · (Flyinge Bobby) · Annette Solmell · (Strauss 689) · Jan Brink · (Bjorsell's Fontana) · Suecia                      |
| X    | 2002 | Jerez de la Frontera · ( España) | Ann-Kathrin Linsenhoff · (Renoir) · Ulla Salzgeber · (Rusty) · Nadine Capellmann · (Farbenfroh) · Klaus Husenbeth · (Piccolino) · Alemania                                                 | Deborah McDonald (Brentina) Susan Blinks (Flim Flam) Guenter Seidel (Nikolaus 7) Lisa Wilcox (Relevant 5) Estados Unidos                                         | Ignacio Rambla Algarín · (Distinguido Granadero) · Beatriz Ferrer-Salat · (Beauvalais) · Juan Antonio Jiménez · (Guizo) · Rafael Soto Andrade · (Invasor) · España     |
| XI   | 2006 | Aquisgrán · ( Alemania)          | Hubertus Schmidt · (Wansuela Suerte) · Heike Kemmer · (Bonaparte) · Nadine Capellmann · (Elvis Va) · Isabell Werth · (Satchmo) · Alemania                                                  | Laurens van Lieren · (Hexagon’s Ollright) · Imke Schellekens · (Sunrise) · Anky van Grunsven · (Keltec Salinero) · Edward Gal · (Securicor Lingh) · Países Bajos | Leslie Morse (Tip Top 962) Guenter Seidel (Aragon) Steffen Peters (Floriano) Deborah McDonald (Brentina) Estados Unidos                                                |
| XII  | 2010 | Lexington ( Estados Unidos)      | Hans Peter Minderhoud · (Exquis Nadine) · Imke Schellekens-Bartels · (Hunter Douglas Sunrise) · Adelinde Cornelissen · (Jerich Parzival) · Edward Gal · (Moorlands Totilas) · Países Bajos | Fiona Bigwood (Wie-Atlantico de Ymas) Maria Eilberg (Two Sox) Carl Hester (Liebling II) Laura Bechtolsheimer (Mistral Hojris) Reino Unido                        | Anabel Balkenhol · (Dablino) · Christoph Koschel · (Donnperignon) · Matthias Alexander Rath · (Sterntaler-Unicef) · Isabell Werth · (Warum Nicht FRH) · Alemania       |
| XIII | 2014 | Caen ( Francia)                  | Isabell Werth · (Bella Rose 2) · Helen Langehanenberg · (Damon Hill) · Kristina Sprehe · (Desperados) · Fabienne Lütkemeier · (D'Agostino) · Alemania                                      | Charlotte Dujardin (Valegro) Carl Hester (Nip Tuck) Michael Eilberg (Half Moon Delphi) Gareth Hughes (Stenkjers Nadonna) Reino Unido                             | Adelinde Cornelissen · (Jerich Parzival) · Hans Peter Minderhoud · (Glock's Johnson) · Diederik van Silfhout · (Arlando) · Edward Gal · (Glock's Voice) · Países Bajos |
| XIV  | 2018 | Tryon ( Estados Unidos)          | Jessica von Bredow-Werndl · (TSF Dalera BB) · Dorothee Schneider · (Sammy Davis Jr.) · Sönke Rothenberger · (Cosmo) · Isabell Werth · (Bella Rose) · Alemania                              | Steffen Peters (Suppenkasper) Adrienne Lyle (Salvino) Kasey Perry-Glass (Goerklintgaards Dublet) Laura Graves (Verdades) Estados Unidos                          | Spencer Wilton (Super Nova II) Emile Faurie (Dono di Maggio) Carl Hester (Hawtins Delicato) Charlotte Dujardin (Mount St John Freestyle) Reino Unido                   |
| XV   | 2022 | Herning ( Dinamarca)             | Nanna Merrald Rasmussen (Blue Hors Zack) Carina Krüth (Heiline's Danciera) Daniel Bachmann Andersen (Marshall-Bell) Cathrine Dufour (Vamos Amigos) Dinamarca                               | Richard Davison (Bubblingh) Gareth Hughes (Classic Briolinca) Charlotte Dujardin (Imhotep) Charlotte Fry (Glamourdale) Reino Unido                               | Ingrid Klimke · (Franziskus) · Benjamin Werndl · (Famoso) · Isabell Werth · (Quantaz) · Frederic Wandres · (Duke of Britain) · Alemania                                |

### Medallero histórico
- Actualizado a Herning 2022.

| Núm. | País           | Oro | Plata | Bronce | Total |
| ---- | -------------- | --- | ----- | ------ | ----- |
| 1    | Alemania       | 12  | 1     | 3      | 16    |
| 2    | Países Bajos   | 1   | 4     | 1      | 6     |
| 3    | URSS           | 1   | 2     | 2      | 5     |
| 4    | Dinamarca      | 1   | 0     | 1      | 2     |
| 5    | Suiza          | 0   | 3     | 3      | 6     |
| 6    | Reino Unido    | 0   | 3     | 1      | 4     |
| 7    | Estados Unidos | 0   | 2     | 2      | 4     |
| 8    | España         | 0   | 0     | 1      | 1     |
| 8    | Suecia         | 0   | 0     | 1      | 1     |
|      | TOTAL          | 15  | 15    | 15     | 45    |

## Medallero histórico total
- Actualizado a Herning 2022.

| Núm. | País           | Oro | Plata | Bronce | Total |
| ---- | -------------- | --- | ----- | ------ | ----- |
| 1    | Alemania       | 21  | 9     | 12     | 42    |
| 2    | Países Bajos   | 5   | 6     | 5      | 16    |
| 3    | Reino Unido    | 4   | 5     | 3      | 12    |
| 4    | Dinamarca      | 2   | 3     | 2      | 7     |
| 5    | URSS           | 2   | 2     | 4      | 8     |
| 6    | Suiza          | 1   | 5     | 3      | 9     |
| 7    | Estados Unidos | 0   | 3     | 4      | 7     |
| 8    | España         | 0   | 1     | 1      | 2     |
| 9    | Finlandia      | 0   | 1     | 0      | 1     |
| 10   | Suecia         | 0   | 0     | 1      | 1     |
|      | TOTAL          | 35  | 35    | 35     | 105   |

1. 1 2 3  Incluye las medallas obtenidas por la RFA y la RDA entre 1949 y 1990.